# 梅蒙 (阿登省)
梅蒙（法語：Mesmont，法語發音：[mɛmɔ̃]）是法国大東部大區阿登省的一个市镇，属于勒泰勒区。该市镇2009年时的人口为95人。

## 人口
梅蒙人口变化图示
| 数据来源：INSEE |